# Neocorynura unicincta
Neocorynura unicincta är en biart som först beskrevs av Heinrich Friese 1917.  Neocorynura unicincta ingår i släktet Neocorynura och familjen vägbin. Inga underarter finns listade i Catalogue of Life.